# Schwarzrücken-Krähenstar
Der Schwarzrücken-Krähenstar (Cracticus mentalis), auch Schwarzrücken-Krähenwürger genannt, ist ein Vogel aus der Gattung der Würgerkrähen (Cracticus). Er kommt ausschließlich im äußersten Norden Australiens und im Süden von Neuguinea vor. Im Vergleich zu dem sehr ähnlichen Schwarzkehl-Krähenstar ist diese Art wenig erforscht.
Die IUCN stuft die Bestandssituation der Art als ungefährdet (least concern) ein. Es werden zwei Unterarten unterschieden.

## Merkmale

### Körperbau und Farbgebung
Der Schwarzrücken-Krähenstar erreicht eine Körperlänge von rund 25 bis 28 cm, wovon 10 bis 15 Zentimeter auf den Schwanz entfallen. Der Schnabel ist 35,4 bis 40,3 mm lang. Der Schwarzrücken-Krähenstar hat eine Flügellänge von 136–150 mm und eine Flügelspannweite von durchschnittlich 42 cm. Das Gewicht liegt zwischen 74 und 110 g. Ein Geschlechtsdimorphismus ist nicht vorhanden.

### Adulte Vögel
Bei den adulten Vögeln sind Kopf und Hals schwarz. Das obere Kinn ist schwarz, die übrigen Kinnpartien und die Kehle sind weiß. Die übrige Körperunterseite ist weiß. Im Nacken verläuft ein breites weißes Band, das in der Mitte des Hinterhalses durch einen schwarzen Farbfleck getrennt ist. Dieser Fleck verbindet das schwarze Kopfgefieder mit dem ebenfalls schwarzen Mantel, Rücken und den schwarzen Flügeldecken. Am unteren Rücken geht das schwarze Gefieder in ein Grau und dann in das Weiß der Oberschwanzdecken über. Das Schwanzgefieder ist auf der Oberseite schwarz mit einer breiten weißen Spitze. Auf der Unterseite ist der schwarze Teil des Schwanzgefieders fast vollständig von den weißen Unterschwanzdecken verdeckt und nur die weißen Spitzen der Steuerfedern sind sichtbar.
Der Schnabel ist blass blaugrau mit einer schwarzen Spitze. Die Iris ist dunkel rötlichbraun. Die Beine und Füße sind dunkelgrau.

### Jungvögel
Bei Jungvögeln sind alle Körperpartien, die bei adulten Vögeln schwarz gefiedert sind, dunkelbraun. Die weißen Körperpartien sind bei ihnen mit bräunlichen Stricheln und Flecken durchsetzt. Der Schnabel ist bei ihnen vollständig grau.
Subadulte, die noch nicht geschlechtsreif sind, weisen schon zu einem großen Teil schwarze Partien auf, diese sind jedoch etwas matter und noch mit Brauntönen durchsetzt.

## Verwechslungsmöglichkeiten
Der Schwarzrücken-Krähenstar ist auf Grund der Größe, seines schwarzen Kinns und der ansonsten weißen Kehle gut von anderen Krähenwürgern zu unterscheiden. Der Schwarzkehl-Krähenstar, der dem Schwarzrücken-Krähenstar ähnelt, teilt sich nur auf der Kap-York-Halbinsel das Verbreitungsgebiet mit dieser Art. Der Schwarzkehl-Krähenstar hat nicht nur ein schwarzes Kinn, sondern auch eine schwarze Kehle und Vorderbrust. Der Graurücken-Krähenwürger hat ein überwiegend graues Körpergefieder, kommt aber im Verbreitungsgebiet des Schwarzrücken-Krähenstars nicht vor, sondern ist in Australien südlich der Kap-York-Halbinsel beheimatet.

## Verbreitungsgebiet und Lebensraum
Der Schwarzrücken-Krähenstar kommt auf der australischen Kap-York-Halbinsel und im Süden Neuguineas vor. In Neuguinea besiedelt er ein Gebiet, das von dem Fluss Merauke bis in den Distrikt Balimo reicht. Ein weiteres Verbreitungsgebiet findet sich im Süden der Central Province. Das Zug- oder Wanderverhalten des Schwarzrücken-Krähenstars ist noch nicht abschließend untersucht. Vermutlich ist er aber im gesamten Verbreitungsgebiet ein Standvogel.
Der Lebensraum des Schwarzrücken-Krähenstars sind lichte tropische Wälder. In der australischen Ortschaft Laura ist der Vogel häufig im Ortsinneren zu beobachten.

## Lebensweise
Die Lebensweise des Schwarzrücken-Krähenstars ist bislang nur oberflächlich untersucht. Seine Nahrung besteht aus Wirbellosen sowie kleinen Wirbeltieren. Er frisst daneben auch Samen. Auf Nahrungssuche in den Wäldern bewegen sich die Vögel langsam auf dem Geäst der Bäume und kommen gelegentlich auch ins Unterholz. Sie lauern außerdem Beutetieren von Ansitzwarten auf.
Schwarzrücken-Krähenstare gelten als monogame Vögel, die als Paar ganzjährig ein Revier besetzen. Die Brutzeit ist nicht bekannt, in Australien wurden im Oktober und Dezember Nester mit Eiern gefunden. In Neuguinea wurden Eier von August bis Ende Dezember gefunden. Das Nest wird in der Astgabel eines Baumes errichtet. Die Gelegegröße beträgt zwei bis vier Eier, meistens werden vom Weibchen jedoch drei Eier gelegt. Es wird vermutet, dass nur das Weibchen das Nest baut und die Eier bebrütet. Beide Elternvögel sind jedoch an der Fütterung der Jungvögel beteiligt.